# Убович, Неманья
Неманья Убович (серб. Немања Убовић; род. 24 февраля 1991, Белград) — сербский ватерполист, игрок сборной Сербии. Чемпион Олимпийских игр 2024 года, бронзовый призёр чемпионата мира 2017 года, чемпион Средиземноморских игр 2018 года.

## Карьера
На клубном уровне Неманья Убович до 2013 года играл в сербских командах. В 2014 и 2015 годах становился чемпионом Испании в составе «Barceloneta». После этого провел два года в Италии и три года в Венгрии, прежде чем вернуться в Испанию. В 2021 году стал первым спортсменом, оштрафованным в Испании за гомофобные высказывания, был дисквалифицирован на четыре матча, а также получил штраф. В 2022 и 2023 годах становился чемпионом Венгрии с «Ференцварошем». В 2023 году переехал играть в Грецию.
С 2013 года привлекался в состав национальной сборной страны.
В 2017 году на чемпионате мира в Будапеште в составе Сербии завоевал бронзовые медали.
На Олимпийских играх 2024 года в Париже сербы в финале встретились с Хорватией и победили 13-11. Неманья Убович, забив один гол в финале, стал чемпионом Олимпийских игр.